# ロステック
ロステック（露：Ростех ロスチェーフ / 英：Rostec）は、ロシアの国営コングロマリット。兵器、航空機、自動車、電機といった戦略上重要な工業製品の開発と輸出を目的とした巨大国策会社で、ロステフノロギヤの後身。

## 概要
正式名称は Государственная корпорация по содействию разработке, производству и экспорту высокотехнологичной промышленной продукции Ростех（先進技術工業製品の開発・生産・輸出促進のための国営企業 ロステック）。
2007年に大統領令270に基づいてロステフノロギヤとして設立されたこの企業は、2012年に現社名に改称した。当初多くの負債を抱えていたが、150万ドルを投じてリブランディング戦略を進め、現在ではロシアを代表する企業となっている。ロステックは14の持株会社、11の軍産複合体、3つの民間向け部門、およびこれらの子会社など約700の企業から構成される。
2014年のクリミア侵攻を受けロステックは経済制裁の対象となり、CEOのセルゲイ・チェメゾフに対してもEUやアメリカへの入国禁止や資産凍結の措置が取られた。
2015年12月の監査役会では、2025年までの10年間で軍需・航空機部門への依存を段階的に減らし、エレクトロニクスやロボットといったハイテク部門、そして非軍需部門へ傾注していくことを決定した。
2017年現在、ロステックは前身のロステフノロギヤ時代から10年間で1兆ルーブルから3兆ルーブルに増資し、民間向けの売上高が4倍、軍需の売上高が2倍へと増えている。また、かつてはロシアサッカー・プレミアリーグ、クリリヤ・ソヴェトフ・サマーラやフォーミュラ1、ヴィタリー・ペトロフのスポンサーでもあった。そのほか高度医療センターを含む病院や各種学校の運営にも関与している。

## 主な構成企業

### ロステック・ホールディングス
- アフトマティカ・コンツェルン - 情報セキュリティ
- KRET - 無線機器
- ヴィソコトシニエ・コンプリクシ - 兵器製造
- カラシニコフ・コンツェルン - 武器製造
- ミクロゲン - 製薬
- オボロンプロム 
  - ユナイテッド・エンジン - 航空機エンジン
  - ロシアン・ヘリコプターズ - ミルとカモフの合併により設立
- RTオート - 自動車製造
  - アフトヴァース
  - KAMAZ
- RTスタンコプロム - 工具製造
- RTケミカルコンポジット
- ロスエレクトロニクス（英語版） - 電子機器
- セキュリティ・テクノロジーズ
- シュヴァベ・ホールディングス - 光学機器
- テクマッシュ - 弾薬製造
- テクノジナミカ - 航空機部品
- ウラルヴァゴンザヴォート(ウラル鉄道車両工場) - 装甲車両などの製造（ウラル自動車工場とは別会社）

### 傘下
- エレクトロニカ中央研究所 - 制御装置・計測機器
- カリーニングラード・アンバー・コンバイン - ロシア唯一の琥珀採掘企業
- ノヴィコム・バンク - 銀行業
- ロスオボロン・エクスポート - 武器輸出
- テクノプロム・エクスポート - 発電設備
- VSMPOアヴィスマ - チタン産出（世界シェア3割）
- テクノダイナミカ - 航空機輸出

### 関連企業
- 全ロシア軽合金協会
- プラトン
- シブセルマッシ
- ツニートチマッシ - 武器製造
- ジュコーフスキー空港 - 軍民共用空港